# Ultra Beatdown
Ultra Beatdown — четвёртый студийный альбом английской пауэр-метал-группы DragonForce, выпущенный 20 августа 2008 года в Японии через JVC и 28 августа 2008 года в остальном мире через Roadrunner Records и Universal Music. Ultra Beatdown — последний альбом с Зиппи Тертом в качестве вокалиста. 8 марта 2010 года было объявлено, что Зиппи Терт покидает группу и она ищет нового вокалиста.

## Об альбоме
4 июля 2008 года первый сингл с альбома, «Heroes of Our Time», был размещен в профиле группы на MySpace. 8 июля 2008 года на профиле MySpace также было размещен видеоклип к этой песне. Песни «Heartbreak Armageddon», «The Fire Still Burns» и «A Flame for Freedom» прозвучали на 106.1 Rock Radio во время интервью с Зиппи Тертом. 14 августа альбом стал доступен для предварительного заказа в официальном интернет-магазине DragonForce. 18 августа альбом стал доступен для прослушивания на странице DragonForce в MySpace.
До выхода альбома The Power Within, специальный бонус-трек «Strike of the Ninja» длительностью 3:18, являлся кратчайшей песней DragonForce (не считая интро «Invocation of Apocalyptic Evil» на альбоме Valley of the Damned) Однако, на альбоме The Power Within есть инструментальный бонус-трек «Avant La Tempête», длительностью чуть больше двух минут.
Премьера видео к песне «The Last Journey Home» состоялась в сети 21 января 2009 года. Фредерик Леклер заявил, что DragonForce могут выпустить концертный DVD в 2009 или 2010 году. Этого не произошло, однако в сентябре 2010 года был выпущен концертный альбом Twilight Dementia.
Ultra Beatdown стал последним альбом DragonForce с Зиппи Тертом в качестве вокалиста и первым альбомом, номинированным на премию Грэмми

## Звучание
До выхода Ultra Beatdown, музыканты ответили на вопросы о структуре и звучании альбома. Тотман, Терт и Ли сказали, что по своему звучанию Ultra Beatdown не будет отличаться от предыдущих записей группы, однако они постарались улучшить качество альбома.

Не ждите значительных отличий. Но я надеюсь, что мелодии будут интереснее, гитарные соло — лучше, а звук — качественнее. Необходимо добиваться улучшений во всех областях.
— Сэм Тотман

Мы мало в чём можем меняться, но кое-что все-таки сделали по-другому. Три предыдущих альбома были в значительной степени ориентированы на гитары, и на новом диске также хватает гитар, но я хочу попытаться внести в песни дополнительное разнообразие своим вокалом.
— Зиппи Терт

Группы всегда говорят, что их новый диск быстрее и тяжелее, но это всегда ложь, поэтому мы не будем так говорить. У нас просто хорошо получается играть быстро. Те, кто говорят, что мы играем слишком быстро, наверное, правы. Но дело в том, что на свете есть миллион других групп, которые играют медленно. Люди слушают DragonForce и приходят на наши концерты, потому что они знают, что мы делаем то, чего не делают другие группы.
— Герман Ли

## Тур
Первый этап мирового тура в поддержку Ultra Beatdown начался 25 сентября 2008 года начался в Оксфорде вместе с группой Turisas. В туре по США и Канаде вместе с DragonForce выступали Powerglove. DragonForce выступали практически непрерывно вплоть до апреля 2009 года при поддержке Dååth и Cynic. Группа планировала начать гастроли в Латинской Америке в мае 2009, но из-за эпидемии свиного гриппа и усталости музыкантов, выступления были перенесены на ноябрь 2009.
Группа планировала выпустить концертный DVD летом 2009 года, но вместо этого выпустила серию видео под названием «DragonForce TV», в которой были показаны выступления группы, закулисные съемки и репетиции. По слухам DVD не был записан из-за нехватки времени. Первый сезон «DragonForce TV» был полностью выпущен во время перерыва перед финальными гастролями в Латинской и Северной Америке. Вместо DVD группа записывала аудио, с каждого концерта на заключительном этапе тура, чтобы затем отобрать лучшие части для концертного альбома. Герман Ли заявил в интервью 2010 года:
«Идея записывать каждое шоу заключалась в том, чтобы мы могли выбрать лучшее исполнение песен, без необходимости делать какие-либо наложения в студии, и таким образом лучше передать „живое“ звучание, как в классических концертных метал-альбомах.»
«Эти записи показывают энергию выступления DragonForce в мельчайших деталях. Они настолько реальны, что вы можете почувствовать шум толпы и пережить выступление, как если бы вы сами на нём были. Вы даже можете услышать звук нажатия гитарных педалей!»
Официальный анонс альбома был сделан 22 июня 2010 года. Альбом был назван Twilight Dementia и был выпущен в сентябре 2010 года.

## Критика и отзывы
Песня «Heroes of Our Time» была номинирована на премию «Грэмми» за лучшее метал исполнение, но проиграла «My Apocalypse» группы Metallica. 28 августа альбом вышел на 9 место в японском чарте, в первую неделю сентября достиг 19 места в австралийском чарте, и в ту же неделю занял 18 место в UK Albums Chart и Billboard 200.
Первоначальные отзывы об альбоме были в целом положительны. На сайте Metacritic альбом получил 77 баллов из 100 на основе 8 отзывов. Allmusic оценил альбом в 4,5 звезды из 5 возможных.

## Список композиций
| №                   | Название                  | Текст песни           | Музыка                                  | Длительность |
| ------------------- | ------------------------- | --------------------- | --------------------------------------- | ------------ |
| 1.                  | «Heroes of Our Time»      | Сэм Тотман, Герман Ли | Тотман                                  | 7:13         |
| 2.                  | «The Fire Still Burns»    | Тотман, Зиппи Терт    | Тотман                                  | 7:52         |
| 3.                  | «Reasons to Live»         | Тотман, Ли            | Вадим Пружанов, Фредерик Леклер, Тотман | 6:25         |
| 4.                  | «Heartbreak Armageddon»   | Тотман, Ли            | Ли, Тотман, Леклер                      | 7:42         |
| 5.                  | «The Last Journey Home»   | Тотман, Терт          | Тотман                                  | 8:15         |
| 6.                  | «A Flame for Freedom»     | Тотман                | Тотман                                  | 5:20         |
| 7.                  | «Inside the Winter Storm» | Тотман, Терт          | Тотман                                  | 8:11         |
| 8.                  | «The Warrior Inside»      | Тотман, Ли , Терт     | Пружанов, Тотман                        | 7:14         |
| Общая длительность: | Общая длительность:       | Общая длительность:   | Общая длительность:                     | 58:18        |

| №                   | Название              | Текст песни         | Музыка              | Длительность |
| ------------------- | --------------------- | ------------------- | ------------------- | ------------ |
| 9.                  | «Strike of the Ninja» | Тотман, Терт        | Тотман              | 3:18         |
| 10.                 | «Scars of Yesterday»  | Тотман, Ли , Терт   | Пружанов, Леклер    | 7:49         |
| Общая длительность: | Общая длительность:   | Общая длительность: | Общая длительность: | 69:25        |

| №                   | Название                       | Текст песни         | Музыка              | Длительность |
| ------------------- | ------------------------------ | ------------------- | ------------------- | ------------ |
| 9.                  | «E.P.M. (Extreme Power Metal)» | Леклер, Тотман, Ли  | Леклер              | 7:24         |
| Общая длительность: | Общая длительность:            | Общая длительность: | Общая длительность: | 65:42        |

| №  | Название                         | Длительность |
| -- | -------------------------------- | ------------ |
| 1. | «The Making of Ultra Beatdown»   | 15:16        |
| 2. | «The Making of the E-Gen Guitar» | 9:35         |

## Участники записи
- Зиппи Терт — вокал
- Герман Ли — гитара, бэк-вокал
- Сэм Тотман — гитара, бэк-вокал
- Вадим Пружанов — клавишные, терменвокс, бэк-вокал
- Фредерик Леклер — бас-гитара, гитара, бэк-вокал
- Дэйв Макинтош — ударные, бэк-вокал
- Клайв Нолан — бэк-вокал